# Charinus grandisterrae
Espèce
Charinus grandisterrae est une espèce d'amblypyges de la famille des Charinidae.

## Distribution
Cette espèce est endémique de Guadeloupe. Elle se rencontre sur l'île de Grande-Terre vers Saragotte et l'Anse-Bertrand.

## Description
La femelle holotype mesure 6,28 mm, les mâles mesurent de 5,46 mm à 5,84 mm et les femelles de 4,59 mm à 6,28 mm.

## Systématique et taxinomie
Cette espèce a été décrite par Ythier, Ramage, Jourdan, Giupponi & Coulis en 2024.

## Étymologie
Son nom d'espèce lui a été donné en référence au lieu de sa découverte, l'île de Grande-Terre en Guadeloupe.

## Publication originale
- Ythier, Ramage, Jourdan, Giupponi & Coulis, 2022 : « Two new whip spider species of the genus Charinus Simon, 1892, from Guadeloupe and Martinique, Lesser Antilles (Amblypygi, Charinidae).» Bulletin de la Société entomologique de France, vol. 129, no 2, p. 163-177.